# Pilocosta oerstedii
Pilocosta oerstedii är en tvåhjärtbladig växtart som först beskrevs av José Jéronimo Triana, och fick sitt nu gällande namn av Frank Almeda och Whiffin. Pilocosta oerstedii ingår i släktet Pilocosta och familjen Melastomataceae. Inga underarter finns listade i Catalogue of Life.